# Träskända gård

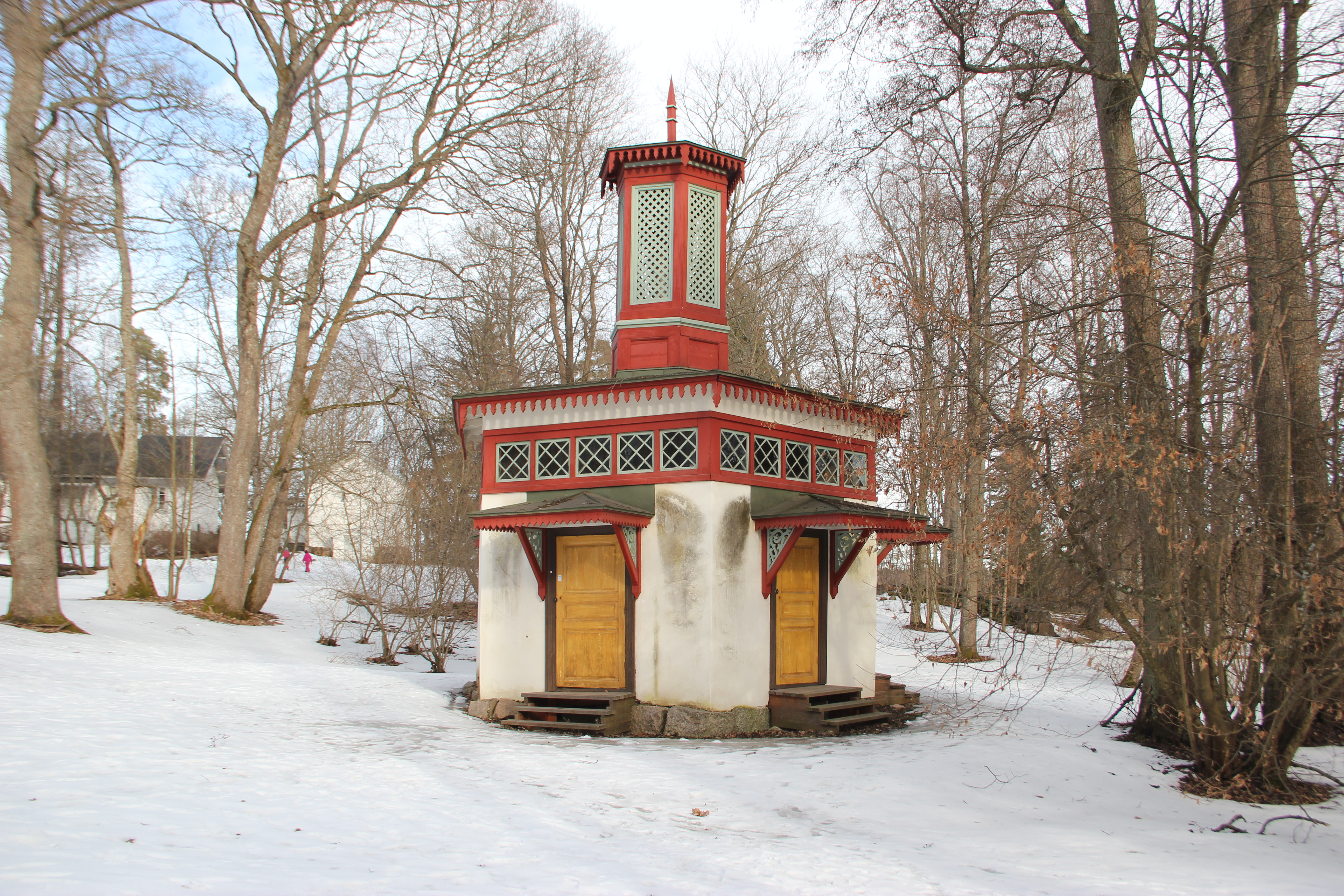
Kejsarens avträde

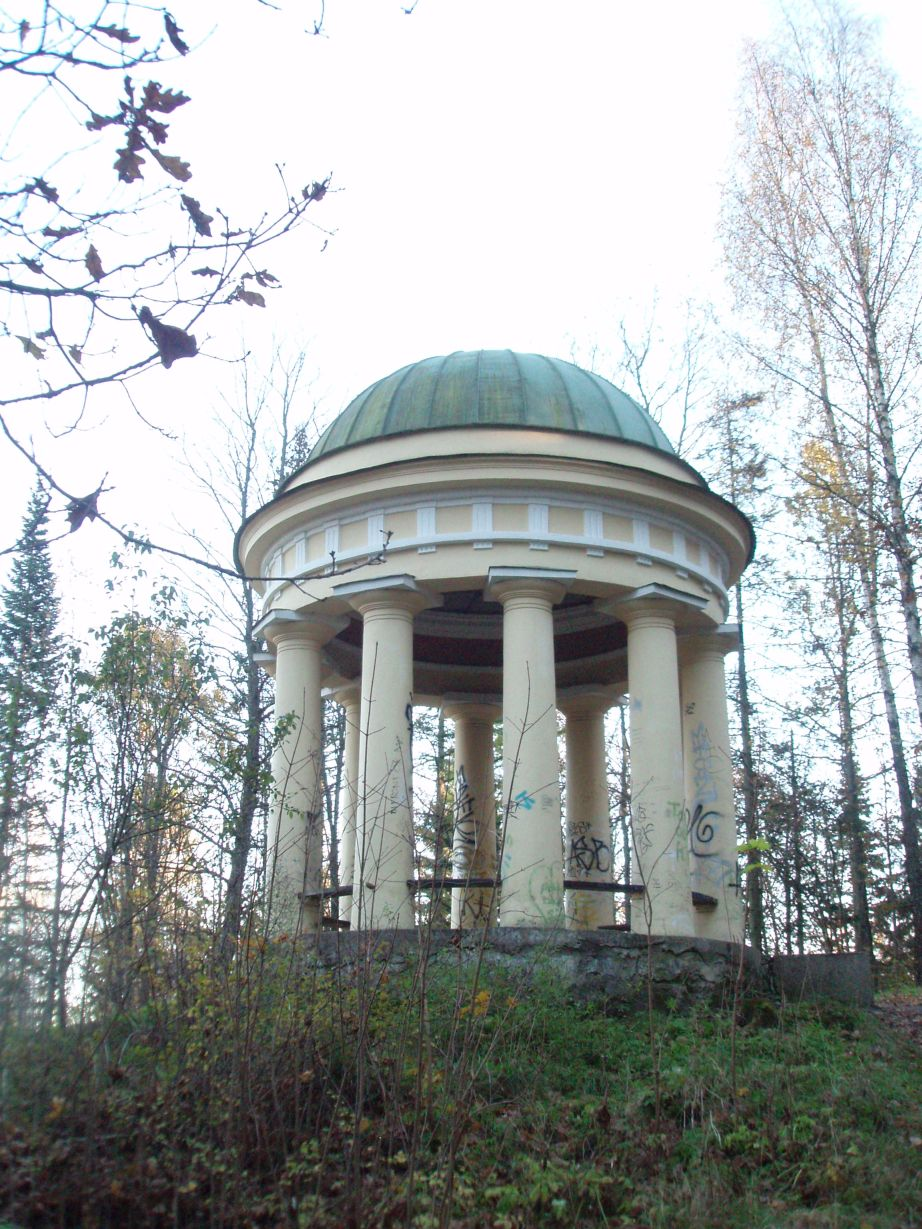
Dianatemplet i sydöstra änden av parken, ritat av Carl Ludvig Engel

Träskända gård är belägen i stadsdelen Träskända i Esbo.
Träskända gård grundades på 1700-talet. Gården ägdes till att börja med av en rad officerare och tjänstemän, som tjänstgjorde på fästningen Sveaborg. Kommendanten på Sveaborg Karl Nathanael af Klercker köpte år 1787 Storträsks hemman, till vilket han år 1795 anslöt Frans hemman och sex år senare Jofs. De tre skattehemmanen slogs samman och man började använda namnet Träskända herrgård. af Klercker gjorde år 1796 själv upp den första planen över Träskända och planerade även gårdens första manbyggnad. Efter detta inleddes byggandet av den 700 m² stora herrgården.
Generallöjtnant af Klercker verkade som tjänsteförrättande befälhavare i Finska kriget 1808–1809. Efter att Sverige hade förlorat kriget och Finland flyttade af Klercker till Sverige och sålde herrgården åt sin underordnande major Per Rudman Bergenstråle. Under Bergenstråles era förenades byns sista hemman, Kärrans, med Träskända herrgård.
Senatorn, senare prokuratorn och friherren Carl Johan Walleen köpte år 1820 herrgården. Träskända blev ett kärt sommarställe för hela den stora walleenska familjen. Walleen lät bygga en ny huvudbyggnad i empirestil, samt ett sädesmagasin i tegel och ett lusthus kallat Dianatemplet bägge planerade av Carl Ludvig Engel. Under Walleens period omarbetades även parken till en symmetrisk park i fransk stil.
Träskända herrgårds mest berömda ägare, Aurora Demidoff (född Stjernvall, senare Karamzin), köpte herrgården av sin styvfar Walleen år 1840. Hon hade fäst sig vid gården emedan hon tillbringat sina barndoms somrar där. Hon lät hämta franska och tyska trädgårdsmästare från S:t Petersburg och parken ändrades till en modern engelsk park i landskapsstil. I parken planterades ett antal växter och träd från utlandet bland andra druvfläder och sibirisk ädelgran från de demidoffska ägorna öster om Uralbergen. Åren 1851–1852 utvidgade Aurora Karamzin manbyggnaden och under de följande åren lät hon bygga parkbyggnader och uthus enligt ritningar av arkitekten G.T. Chiewitz. Exempel på dessa är ett stall samt en tvättstuga. Under Karamzins era upplevde Träskända en glansperiod och var under 1800-talet en av de mest praktfulla herrgårdarna i storfurstendömet Finland. Det fungerade också, främst sommartid, som en pendang till societetslivet i Helsingfors. 
Det mest minnesvärda i Träskända gårds historia är sannolikt kejsar Alexander II besök. Kejsaren hedrade Träskända med en kort visit den 16 september 1863 i anknytning till återöppnandet i Helsingfors av lantdagen. Under kejsarens besök förrättades en jakt på herrgårdens marker till vilken värdinnan lät hämta mängder av levande villebråd från utlandet. På kvällen arrangerades en festmiddag och bal för vilka Karamzin lät uppföra en spegelsal dekorerad med blommor och växter. För kejsarens besök byggdes en hexagonal dekorativ latrinbyggnad (som står kvar än idag) även den planerad av G.T. Chiewitz.
Den manbyggnad som Walleen låtit bygga och Karamzin utvidgat totalförstördes i en eldsvåda 1888. Ett par år senare förorsakade en våldsam storm stor förödelse i parken. År 1895 sålde Karamzin Träskända gård till sin systerdotterdotter Marie Törngren (född Linder) och dennas man Adolf Törngren. De lät bygga en ny manbyggnad enligt ritningar av arkitektbyrån Gesellius-Lindgren-Saarinen i slutet av 1890-talet. Byggnaden var ämnad för sommarbruk, men 1918 fick den svenske arkitekten Isak Gustav Clason i uppdrag att utföra ombyggnadsritningar för att göra karaktärsbyggnaden vinterbonad. Endast stenfoten från den tidigare byggnaden sparades. De finländska arkitekterna Armas Lindgren och Bertel Liljequist inkopplades 1920-21 på projektet och kom att utgå ifrån Clasons skisser i de slutgiltiga ritningarna i svensk nybarock.
På 1920-talet  inleddes en ny era på Träskända gård, då Adolf Törngren sålde herrgården åt Esbo stad och huvudbyggnaden kom att bli ålderdomshem. Idag står på området, utöver de historiska byggnaderna, ett modernt äldreboende, Aurorahemmet, uppkallat efter Aurora Karamzin. Herrgårdens huvudbyggnad har stått tom sedan 2006, medan Esbo stad letar efter nya användningsområden för den. Det har beslutats att renovera fasaden, men kommunen är ovillig att renovera interiören tills en permanent användning har hittats för byggnaden.